# Holger Drachmann

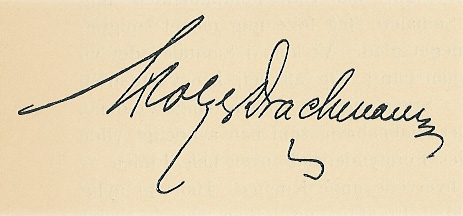
Autograf Holgera Drachmanna

Holger Henrik Herholdt Drachmann (ur. 9 października 1846 w Kopenhadze, zm. 14 stycznia 1908 w Hornbæk na Zelandii) – duński pisarz, poeta i malarz.

## Życiorys i twórczość
Drachmann był synem znanego lekarza Andersa Georga Drachmanna, który w młodości był lekarzem okrętowym. Mając 19 lat, Drachmann poznał malarza Carla Blocha, który właśnie powrócił z zagranicy, i pod jego wpływem rozpoczął studia malarskie na Akademii Sztuk Pięknych w Kopenhadze. Studiował u profesora Sørensena, który ukierunkował go na malowanie scen z życia żeglarzy. Odniósł na tym polu niejeden sukces, lecz wskutek prywatnych kłopotów opuścił Danię i przez dłuższy czas przebywał w Londynie. Podróżował także po Europie (Anglia, Szkocja, Francja, Hiszpania, Włochy). Zaniechał wtedy malarstwa, prowadził zaś stamtąd ożywioną korespondencję, wkrótce zaczął regularnie pisać korespondencje dla duńskich gazet. W Londynie też poznał społeczne nieprawidłowości tamtej epoki.
Powróciwszy do Danii, mieszkał początkowo na wyspie Bornholm i uprawiał malarstwo (sceny morskie). W roku 1872 po przeniesieniu się do Kopenhagi związał się z kręgiem poetyckim nowoczesnego przełomu wokół Georga Brandesa. Jako entuzjastyczny pochwalca Komuny Paryskiej i ironizujący krytyk myślowego ograniczenia w Danii został do niego przyjęty z otwartymi ramionami. W swej późniejszej liryce opiewał morze jako symbol niepokoju, wolności i siły. Opisując życie rybaków w przeważnie realistycznych opowiadaniach dawał wyraz swego przywiązania do ojczyzny. Twórczość Drachmanna jest odbiciem problemów duńskiego mieszczaństwa i jej kierunek waha się pomiędzy umiarkowanym konserwatzymem a liberalizmem.
Drachmann, duch niespokojny, zmieniał tendencję i formę swych utworów, najwyżej wzniósł się w utworach mniejszych rozmiarów: w nastrojowych poezjach (od 1872),
krótkich opowiadaniach i szkicach (głównie psychologicznych) oraz dramatach baśniowych. Był bardzo płodny, lecz nierówny, wykazywał często brak smaku; najsilniej działał przez świeżą bezpośredniość i prosty, męski styl swej prozy. Pierwotnie przedstawiciel lewicy literackiej pod przywództwem Brandesa, zrażony jego internacjonalizmem dał następnie wyraz gorącym uczuciom narodowym, by wreszcie stanąć znów w szeregach lewicowego radykalizmu.

## Wybrane dzieła
- Med Kul og Kridt (1872)
- Digte (1872)
- I Storm og Stille (1875)
- Tannhäuser (1877)
- Ranker og Roser (1879)

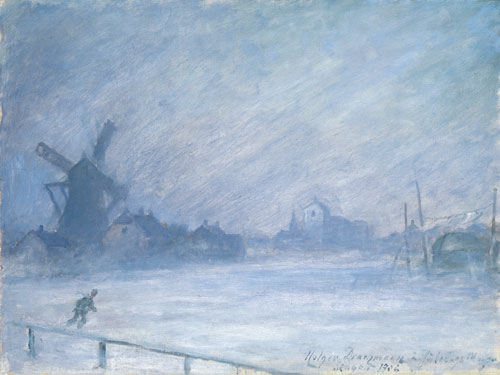
Widok z mojej pracowni. Burza śnieżna. 26 grudnia 1906, 1907

- Østen for Sol og Vesten for Måne (1880), wodewil
- Skyggebilleder (1883)
- Strandby Folk (1883), opera w 4 aktach, muzyka Juliusa Bechgaarda
- Der var engang (1885), wodewiil zawierający Midsommervise – Vi elsker vort land
- Sangenes Bog (1889)
- Forskrevet (1890)
- Unge Viser (1892)
- Vølund Smed (1894)
- Erindringen (1904)

## Wydania
- "Samlede poetiske skrifter" (1906-9, 12 t.)
- "Poetiske skrifter i Udvalg" (1911-12, 10 t.)